# Bene János Sámuel
Bene János Sámuel (Nagyszalók, 1803. január 8. – Késmárk, 1869. május 20.) gimnáziumi tanár.

## Élete
Bene Jakab és Bogsch Anna Mária fiaként született. Tanult Leibitzon, Késmárkon és Bécsben; azután magán-nevelő volt, 1831-ben Kézsmárkon a II. gimnáziumi osztály rendes tanárává lett, 1863-ban a magányba vonult. Felesége Toppertzer Júlia volt, akivel 33 évig élt házasságban.

## Művei
- Dichtungen. Leutschau. 1846.
- Értekezése: Erörterung zur Rythmik und Metrik a kézsmárki ev. gimnázium Értesítőjében jelent meg 1857-ben.